# Astracantha pycnocephala
Astracantha pycnocephala là một loài thực vật có hoa trong họ Đậu. Loài này được (Fisch.) Podlech miêu tả khoa học đầu tiên.